# Xã Mount Pleasant, Quận Whiteside, Illinois
Xã Mount Pleasant (tiếng Anh: Mount Pleasant Township) là một xã thuộc quận Whiteside, tiểu bang Illinois, Hoa Kỳ. Năm 2010, dân số của xã này là 4.939 người.